# Paraenicodes
Paraenicodes is een kevergeslacht uit de familie van de boktorren (Cerambycidae). De wetenschappelijke naam van het geslacht werd voor het eerst geldig gepubliceerd in 2010 door Sudre, Vives, Cazères & Mille.

## Soorten
Paraenicodes is monotypisch en omvat slechts de volgende soort:
- Paraenicodes annulifer (Fauvel, 1906)